# Hegang
Hegang (en chino, 鹤岗; pinyin, Hègǎng) es una ciudad situada en el noreste de la provincia de Heilongjiang, República Popular China. Hegang es una ciudad dentro de una zona minera de carbón con un área de 14 784 km² y una población urbana de 664 471 (el tercero en Heilongjiang). En 2007 tenía un PIB de 15,7 mil millones de Yuan, con un crecimiento del 13,2 %.

## Toponimia
El nombre original era "Heli Gang" [ χeli-Kang ]. El topónimo proviene del idioma manchú, que significa "cerca de ciervos". Este era un lugar donde los antepasados manchúes criaban ciervos. Más tarde el nombre fue contraído al nombre actual: Hegang.

## Administración
La ciudad prefectura de Hegagng se divide en 8 localidades que se administran en 6 distritos urbanos y 2 condados rurales.
- Distrito Xingshan (兴山区)
- Distrito Xiangyang (向阳区)
- Distrito Gongnong (工农区)
- Distrito Nanshan (南山区)
- Distrito Xing'an (兴安区)
- Distrito Dongshan (东山区)
- Condado Luobei (萝北县)
- Condado Suibin (绥滨县)

## Historia
En 1906, el área de la ciudad de Hegang se encontraba bajo el administrador del condado de Tangyuan de la dinastía Qing. En diciembre de 1945, el pueblo Xingshan fue renombrado como Ciudad Xingshan, y cuatro años después como ciudad de Hegang.

## Economía
En el 2010, el PIB de Hegang subió 16.1% hasta 21.billones de RMB, ubicándose en el lugar número 10/13 de las prefacturas en la provincia La agricultura y la cría de animales son considerado como los dos pilares de la industria primaria de la ciudad. Otro sector económico que predomina es la industria pesada. Otras industrias incluyen aquellas dedicadas al procesamiento de alimentos, farmacéuticas, lácteos y otros productos, industrias forestales y la producción y abastecimiento de electricidad.

## Clima
Hegang se encuentra a 280 m sobre el nivel de mar, entre las latitudes medias y altas, con un clima monzónico. De julio a agosto es el período más caliente durante el año, y de enero a febrero es el más frío. La temperatura en invierno puede llegar a -39 °C.
| Parámetros climáticos promedio de Hegang (1971−2000) | Parámetros climáticos promedio de Hegang (1971−2000) | Parámetros climáticos promedio de Hegang (1971−2000) | Parámetros climáticos promedio de Hegang (1971−2000) | Parámetros climáticos promedio de Hegang (1971−2000) | Parámetros climáticos promedio de Hegang (1971−2000) | Parámetros climáticos promedio de Hegang (1971−2000) | Parámetros climáticos promedio de Hegang (1971−2000) | Parámetros climáticos promedio de Hegang (1971−2000) | Parámetros climáticos promedio de Hegang (1971−2000) | Parámetros climáticos promedio de Hegang (1971−2000) | Parámetros climáticos promedio de Hegang (1971−2000) | Parámetros climáticos promedio de Hegang (1971−2000) | Parámetros climáticos promedio de Hegang (1971−2000) |
| Mes                                                  | Ene.                                                 | Feb.                                                 | Mar.                                                 | Abr.                                                 | May.                                                 | Jun.                                                 | Jul.                                                 | Ago.                                                 | Sep.                                                 | Oct.                                                 | Nov.                                                 | Dic.                                                 | Anual                                                |
| ---------------------------------------------------- | ---------------------------------------------------- | ---------------------------------------------------- | ---------------------------------------------------- | ---------------------------------------------------- | ---------------------------------------------------- | ---------------------------------------------------- | ---------------------------------------------------- | ---------------------------------------------------- | ---------------------------------------------------- | ---------------------------------------------------- | ---------------------------------------------------- | ---------------------------------------------------- | ---------------------------------------------------- |
| Temp. máx. media (°C)                                | −12.7                                                | −7.7                                                 | 0.5                                                  | 11.1                                                 | 18.9                                                 | 23.6                                                 | 26.5                                                 | 24.7                                                 | 18.9                                                 | 9.9                                                  | −2.1                                                 | −10.9                                                | 8.4                                                  |
| Temp. mín. media (°C)                                | −20.8                                                | −16.9                                                | −9.4                                                 | 0.4                                                  | 7.4                                                  | 13.7                                                 | 17.4                                                 | 15.7                                                 | 8.9                                                  | 0.3                                                  | −10.4                                                | −18.3                                                | −1.00                                                |
| Precipitación total (mm)                             | 3.1                                                  | 4.2                                                  | 9.2                                                  | 21.9                                                 | 55.9                                                 | 113.1                                                | 133.9                                                | 148.6                                                | 75.6                                                 | 31.5                                                 | 8.8                                                  | 6.6                                                  | 612.4                                                |
| Días de precipitaciones (≥ 0.1 mm)                   | 4.7                                                  | 4.1                                                  | 5.6                                                  | 7.3                                                  | 11.9                                                 | 14.1                                                 | 14.5                                                 | 14.7                                                 | 11.7                                                 | 7.8                                                  | 5.4                                                  | 5.8                                                  | 107.6                                                |
| Fuente: Weather China                                |                                                      |                                                      |                                                      |                                                      |                                                      |                                                      |                                                      |                                                      |                                                      |                                                      |                                                      |                                                      |                                                      |